# Carlos José Tissera

Wappen von Carlos José Tissera

Carlos José Tissera (* 10. September 1951 in Río Cuarto, Argentinien) ist Bischof von Quilmes in Argentinien. 

## Leben
Carlos José Tissera studierte Philosophie am Priesterseminar in Córdoba und Theologie an der Päpstlichen Katholischen Universität von Argentinien in Buenos Aires. Tissera empfing am 7. April 1978 die Priesterweihe durch den Bischof von Río Cuarto, Moisés Julio Blanchoud. 1978 wurde er stellvertretender Pfarrer am Wallfahrtsort „Señor de la Buena Muerte“ in Reducción, 1981 wechselte er in die Pfarrgemeinde in Adelia María. Von 1983 bis 1992 war Tissera Superior und Spiritual im Priesterseminar in Rio Cuarto, zudem war er von 1992 bis 2004 Pfarrer der Kathedralkirche des Bistums Villa de la Concepción del Río Cuarto.
Papst Johannes Paul II. ernannte ihn am 16. November 2004 zum vierten Bischof von San Francisco. Die Bischofsweihe spendete ihm am 6. Februar 2005 in der Kirche San Francisco Solan Ramón Artemio Staffolani, Bischof von Río Cuarto; Mitkonsekratoren waren der Alterzbischof von Salta, Moisés Julio Blanchoud, und der Weihbischof in Buenos Aires, Mario Aurelio Poli.
Am 12. Oktober 2011 ernannte ihn Papst Benedikt XVI. zum Bischof von Quilmes.
Er ist Mitglied der Kommission für die Ministerien in der argentinischen Bischofskonferenz CEA sowie stellvertretender Delegierter aus der Region Pastoral Centro.